# Turina (apellido)

## Origen
El origen del apellido Turina data del siglo I AC y se ubica en el norte de la península itálica donde la Tribu Celta Taurinos o Taurini fundara el pueblo de Turin o Castra Taurinorum "Fortaleza de los taurinos".

### LosTaurinoso Taurini
Antigua tribu celta-ligur que ocupaba el valle superior del río Po, en el centro del actual Piamonte. Según Polibio, su capital recibía el nombre de Taurasia. Aunque no ha sido posible situarla arqueológicamente, se supone que ocupaba el lugar de la actual Turín.

## Etimología
El nombre de la ciudad (Turín) proviene de la raíz celta Tauro (monte), cuyo uso se extendió entre los antiguos romanos para designar también al pueblo que la habitaba. El vocablo se confundió posteriormente con el latino Tauro (toro), que hoy en día sigue siendo símbolo de la ciudad de Turín o en Italia.
Quienes habitaban en la localidad derivaron sus apelativos a palabras similares, entre ellas Turina.

## Dispersión
La presencia de TURINA en diferentes lugares de Europa se debería a que Turín fue conquistada por diferentes naciones y reinos a través de los años:
Es así como en el siglo VI se convirtió en un ducado lombardo. 
En el 773 fue conquistada por las tropas de Carlomagno y se convirtió en un condado francés. 
En el siglo XII y siglo XIII fue una ciudad libre, y en el 1280 pasó a la casa Saboya.
En el siglo XV llegó a ser capital del Piamonte. 
Ocupada por los franceses en 1536–1562, año en que volvió al Ducado de Saboya transformando a Turin en la capital del Ducado.
Es de suma relevancia la intervención de la Ducado de Saboya, dado estos eran los regentes de un vasto sector de los Balcanes, es posible que algunos Turina migraran o fuesen conducidos hasta allí. Entre 1792 y 1814 el Ducado fue ocupado por la Primera República Francesa, y en 1860 como consecuencia del apoyo francés a la unificación italiana la región histórica de Saboya fue cedida al Segundo Imperio Francés de Napoleón III. 

## Conclusión
Entonces de los  celtas del siglo I AC se derivan tres ramas. Los que migraron a Francia, o se hicieron franceses producto de las ocupaciones. Los que migraron en los periodos de ocupación del Ducado de Saboya a los Balcanes y los que permanecieron en el Piamonte